# Ханс Кребс (офицер)
Вижте пояснителната страница за други личности с името Ханс Кребс.
Ханс Кребс (на немски: Hans Krebs) (1898 – 1945) е немски участник в Първата и Втората световна война, генерал от пехотата, Началник на Генералния щаб на армията и кавалер на орден Рицарски кръст с дъбови листа (№ 749).

## Живот и кариера
Роден на 4 март 1898 г. в Хелмщет, Германска империя Кребс е по-големият син в семейството на Хелмщетски директор Ото Кребс и неговата жена Аделе. Има сестра родена година след него.
До навършване на 15-годишна възраст семейството му живяло в Хелмщет, където той посещавал гимназията Julianum. През 1913 г. се преместват в Гослар.

## Първа световна война и Ваймарска република
След избухването на Първата световна война постъпва като доброволец в Хановерския 10-и стрелкови батальон, разположен в Гослар, където показва голям потенция. Малко след това като фанен-юнкер (офицерски кандидат) е прехвърлен в пехотния полк „Херцог Фридрих Вилхелм фон Брауншвайг“ (източен Фрисланд). През март 1915 г. е изпратен с полка си на Западния фронт в сраженията по границата на Франция.
След края на войната постъпва в Райхсвера, като първоначално служи в 1-ви батальон от 17-и пехотен полк, разположен в Брауншвайг.
На 29 април 1920 г. се жени за Илзе Вилткоп, като година по-късно им се ражда дъщеря, Ана-Мария.
Извоювайки си званието старши лейтенант на 1 април 1925 г., той е преместен в 6-и пионерски батальон, а от 1928 г. е врънат отново в 17-и пехотен полк. През 1930 г. вече като капитан се присъединява в Берлинското Министерство на отбраната. Между 1933 – 1934 г. е помощник военно аташе в Москва.
До началото на войната достига позицията началник-генерален щаб на различни групи от Армията. Като командващ този пост получава званието генерал от пехотата.

## Края на Втората световна война

### Фюрербункера
След повишението си до Началник на Генералния щаб на Армията (ОКХ) Кребс бива заточен във Фюрербункер по време на Битката за Берлин. На 28 април 1945 г. отправил и последното си обаждане от там. То било адресирано до фелдмаршала Вилхелм Кайтел, ново назначения командир на Върховното командване в провинцията Фюрстенберг в което съобщава, че ако не пристигне в рамките на 48 часа всичко е загубено. След като приел обаждането Кайтел отвърнал с обещанието, че ще упражни натиск върху Венк, командир на 12-а армия и Бусе, командир на 9-а армия за спасяването на Берлин. Задачата поставена им от Кайтел била 12-а армия да атакува от запад към Берлин, а 9-а армия да пробие от юг.
На 22 април Хитлер обаче наредил на двете армии да се свържат и да продължат в отбраната на града. Освен тези нареждания той още дал заповед и на военните части под командването на Холще, в пробива по северната част на града.
След няколко дни става ясно, че Хайнрих Химлер се опитва да преговаря за капитулация със съюзниците чрез граф Фолк Бернадот при което Кребс става част от трибунала, а фюрера от гняв нарежда разстрел на адютант му Херман Фегелайн, женен за сестрата на Ева Браун по това време. За председател на военния трибунал е назначен СС-бригадефюрера Вилхелм Монке, в който освен Кребс участват също и Йохан Ратенхубер както и пехотния генерал Вилхелм Бургдорф.
Ден след това Кребс, Бургдорф, Гьобелс и Мартин Борман свидетелстват и подписват политическото завещание на фюрера, което продиктувал на частния си секретар Траудл Юнге.
През вечерта на 29 април Кребс позвънял на Йодл по радиото и поискал да узнае: „Изгответе незабавен доклад.
Първо: местонахождението на Венк.
Второ: време на предвижданата атака.
Трето: местонахождението на 9-а армия.
Четвърто: точното място, където 9-а армия ще пробие.
Пето: местонахождението на Рудолф Холще.“
В сутрешните часове на 30 април Йодл отговорил.
Венк затънал на юг от езерото Швилов.
12-а армия е неспособна да продължи отбраната на Берлин.
Голяма част от 9-а армия е обградена и безпомощна.
Корпусът на Холще преминава в отбрана.
Към обяд на същия ден Хитлер разбира от телефонно обаждане, че съветските войски се намират на 12 км2 от центъра на Берлин, което тотално го вбесява и няколко часа след това той и жена му Ева се самоубиват. В съответствие с неговото политическо завещание Гьобелс, министърът на информацията и пропагандата оглавява правителството и заема поста на канцлер (Reichskanzler).

### Самоубийство и капитулация на Нацистка Германия
На 1 май само часове след самоубийството на Хитлер канцлера Гьобелс изпратил Кребс и полковника Теодор фон Дуфвинг под бяло знаме да предадат писмо написано от него и адресирано до съветския маршал Василий Чуйков (командир на 8-а гвардейска армия и ръководещ съветските войски в централен Берлин). В писмото са изложени условията за капитулация, които са приемливи за Гьобелс.
Генерала пристигнал малко преди 4 ч. сутринта за срещата с маршал Чуйков. Той, който говори перфектно руски език информира съветския маршал, че Хитлер и Ева Браун (жена му) са се самоубили в бункера, а Чуйков, който не знаел, че въобще има такъв бункер, и че нацисткия диктатор бил женен просто казал, че всичко това вече му било известно. Руският маршал обаче, не бил подготвен да приеме условията изложени в писмото на Гьобелс или да преговаря с Кребс. Съветския съюз не били склонни да приемат друго освен безусловна капитулация, както се били договорили с останалите си съюзници. Пехотния генерал обаче не бил упълномощен от настоящия канцлер Гьобелс да се съгласи с условията на комунистите и така срещата завършила без споразумение. Според частната секретарка на Хитлер Траудл Юнге, Кребс се върнал в бункера изтощен. Така капитулацията на Берлин била временно осуетена.
Около 8 ч. вечерта на същия ден, малко след убийството на собствените си деца, Гьобелс и жена му, Магда напуснали бункера и се отправили към градината на канцлерството. И двамата взели по ампула цианид и след това се застреляли едновременно в главите, за да си спестят предсмъртните им страдания. Телата им са били залети с бензин и изгорени от адютанта на Гьобелс Гюнтер Швагерман. След смъртта на Гьобелс Кребс също се изправил пред самоубийство. Отговорността за връщането на града се паднала на генерала от артилерията (General der Artillerie) Хелмут Вайдлинг, командир на берлинската отбрана.
На 2 май след като Кребс вече не е в състояние сам да направи това, Вайдлинг потърсил съветския маршал, за да обсъдят капитулацията на Германия. Между тях протекъл следният разговор в който Чуйков попитал за Кребс:
| „ | Чуйков: „Вие сте командир на Берлинския гарнизон?“ Вайдлинг: „Да, аз съм командир на LVI танков корпус.“ Чуйков: „Къде е Кребс?“ Вайдлинг: Видях го вчера в канцеларията на райха. Мислех, че ще се самоубие. Отначало той (Кребс) ме критикуваше, защото неофициалната капитулация започна вчера. Заповедта за капитулация е издадена днес." | “ |

Когато вече съветските войници навлезли във фюрербункера, Кребс последно бил видян от очевидци, включително и Юнге, докато се опитвали да избягат. Той и най-малко двама други висши офицери включително генерал Вилхелм Бургдорф, както и СС-полковникът Петер Хьогл заедно с СС-Унтерщурмфюрер Франц Шедле останали с намерението да извършат самоубийство. Телата на Кребс и Бургдорф са били открити, когато съветските части влезли в бункера. Шедл също се самоубил, а Хьогл е бил ранен в главата по време на опит за преминаване на Вайдендамерския мост, като умира на същия ден от нараняванията си.

## Заемани постове
През последното десетилетие от живота си, Кребс заема следните постове:
| Година       | Пост                                                           |
| ------------ | -------------------------------------------------------------- |
| 1936 – 1939  | военно аташе в Москва (Кребс говори свободно руски език)       |
| 1939 – ?     | началник на армията, раздел обучение                           |
| 1939 – 1942  | Началник-щаба на VII корпус                                    |
| 1942 – 1943  | Началник генерален щаба на 9-а армия, Източен фронт            |
| 1943 – 1944  | Началник генерален щаба на Група армии „Център“, Източен фронт |
| 1944 – 1945  | Началник генерален щаба на Група армии „Б“, Западен фронт      |
| 1945         | Заместник-началник на генералния щаб (ОКХ)                     |
| 1 април 1945 | Началник на генералния щаб (ОКХ)                               |

### Военни отличия
- Железен кръст (1914) – II и I степен
- Орден на „Хоенцолерните“ – с мечове
- Кръст за Военни заслуги на „Вилхелм фон Брауншвайг“ – II и I степен
- Кръст на „Фридрих-Аугуст“ – I степен
- „Значка за раняване“ (в черно) – 1918 г.
- Германски кръст – златен (26 януари 1942)
- Рицарски кръст с дъбови листа
  - Носител на Рицарски кръст от 26 март 1944 г.
  - Носител на Дъбови листа №749 на 20 февруари 1945 г.